# Niederöfflingen
 Niederöfflingen là một đô thị ở huyện Bernkastel-Wittlich, trong bang Rheinland-Pfalz, Đô thị Niederöfflingen có diện tích 8,17 km², dân số thời điểm ngày 31 tháng 12 năm 2006 là 456 người.